# Aeronica
Aeronica - Aerolíneas Nicaragüenses fue una aerolínea basada en Managua, Nicaragua. Fue fundada en 1981; en 1991 TACA compró un 49% de las acciones de la aerolínea, teniendo el otro 51% el Gobierno Sandinista. Durante el embargo estadounidense a Nicaragua la aerolínea tuvo prohibidos los vuelos hacia Estados Unidos. Su aeropuerto base era el Aeropuerto Internacional Augusto César Sandino, en Managua.

## Historia
Con la quiebra de LANICA en 1979 y el inicio del Régimen Sandinista, se creó una nueva aerolínea nacional nicaragüense. La aerolínea tenía destinos a Centro y Sudamérica. Pero las tensiones políticas en el país tras la Guerra Civil desembocaron en un embargo estadounidense a Nicaragua, por lo cual su reducida flota de Boeing 727 heredados de LANICA fueron sacados de servicio con el tiempo. La aerolínea cesó operaciones en 1991 tras una quiebra causada a propósito por el dueño de la línea, para darle paso a TACA como la aerolínea dominante en el continente.
En 1994, el Grupo TACA restablece la aerolínea bajo el nombre de Nica Airlines, diez años más tarde, decide cerrar sus operaciones, para promocionar en la región su marca Taca Airlines.

## Destinos
| Destinos         | Aeropuertos                                 | Notas |
| ---------------- | ------------------------------------------- | ----- |
| Bluefields       | Aeropuerto de Bluefields                    |       |
| Bonanza          | Aeropuerto de Bonanza                       |       |
| Managua          | Aeropuerto Internacional Augusto C. Sandino | HUB   |
| Puerto Cabezas   | Aeropuerto Internacional Bilwi              |       |
| San Carlos       | Aeropuerto San Carlos                       |       |
| San Juan del Sur | Aeropuerto San Juan de Nicaragua            |       |

| Países      | Destinos         | Aeropuertos                                     | Notas     |
| ----------- | ---------------- | ----------------------------------------------- | --------- |
| Bolivia     | La Paz           | Aeropuerto Internacional El Alto                | Desde MGA |
| Costa Rica  | San José         | Aeropuerto Internacional Juan Santamaría        | Desde MGA |
| El Salvador | San Salvador     | Aeropuerto Internacional de Ilopango            | Desde MGA |
| México      | Ciudad de México | Aeropuerto Internacional de la Ciudad de México | Desde MGA |
| México      | Guadalajara      | Aeropuerto Internacional de Guadalajara         | Desde MGA |
| México      | Monterrey        | Aeropuerto Internacional de Monterrey           | Desde MGA |
| Panamá      | Ciudad de Panamá | Aeropuerto Internacional de Tocumen             | Desde MGA |
| Perú        | Lima             | Aeropuerto Internacional Jorge Chávez           | Desde MGA |

## Flota
La flota de Aeronica varió según los años, en un principio se usaban aviones occidentales como los Boeing 727, pero luego, con el embargo de Estados Unidos, se adquirieron aviones soviéticos como el Tupolev Tu-154M y el Antonov An-26.
| Aeronave               | Número | Introducido | Retirado | Matrículas                                                                   |
| ---------------------- | ------ | ----------- | -------- | ---------------------------------------------------------------------------- |
| Antonov An-26          | 3      | 1982        | 1992     | YN-BYW, YN-DYX y YN-BYX                                                      |
| Antonov An-32          | 2      | 1989        | 1992     | YN-CBU y YN-CBV                                                              |
| Boeing 707-302         | 2      | 1989        | 1992     | YN-CCN y YN-CDE                                                              |
| Boeing 720             | 1      | 1982        | 1989     | YN-BYI                                                                       |
| Boeing 727-100         | 2      | 1981        | 1991     | YN-BXW y N8102N                                                              |
| CASA 212 Aviocar 200   | 2      | 1983        | 1991     | YN-BYY y YN-BYZ                                                              |
| Curtiss C-46 Commando  | 5      | 1979        | 1991     | YN-BRG, YN-CAB, YN-BWS, YN-BWY y YN-CBC                                      |
| Douglas DC-3           | 1      | 1982        | 1991     | YN-BVK                                                                       |
| Douglas DC-6B          | 3      | 1980        | 1988     | YN-BFO, YN-BVI y YN-BWN (vuelto a registrar YN-CBE).                         |
| Fokker F-27 Friendship | 1      | 1985        | 1985     | YN-BZF. Nunca usado, dado que se estrelló durante la entrega a la aerolínea. |
| Túpolev Tu-154         | 1      | 1989        | 1992     | YN-CBT                                                                       |